# N-异氰基亚氨基三苯基磷
N-异氰基亚氨基三苯基磷是一种有机磷化合物，化学式为C19H15N2P。它可由甲酰肼、三苯基膦、DBU和四氯化碳在乙腈中反应制得。它在碳酸银存在下和芳基乙炔反应，可以得到(Z)-3-氨基-3-芳基丙烯腈。它和十羰基二氢三锇反应，可以得到十羰基氢化(三苯基𬭸基亚甲基)三锇。